# Nemapogon somchetiella
Nemapogon somchetiella är en fjärilsart som beskrevs av Aleksei Konstantinovich Zagulajev 1961. Nemapogon somchetiella ingår i släktet Nemapogon och familjen äkta malar. Inga underarter finns listade i Catalogue of Life.